# Michèle Rozenfarb
 (mai 2019).
Michèle Jung Rozenfarb, née le 30 août 1948 à Cazères, Haute-Garonne, est une romancière française, auteure de romans policiers.

## Biographie
Médecin psychanalyste, elle a fait des études à la faculté de médecine de Toulouse où elle a soutenu sa thèse en 1977. 
Elle publie son premier roman, Tendre Julie, en 1992.  Avec son deuxième roman Chapeau ! publié en 1998, elle aborde la littérature policière. Chloé, une petite fille, handicapée depuis sa naissance, vivant dans un institut spécialisé pour handicapés, sait qui a tué son ami Adrien et tente de le faire savoir aux gens « normaux ». La forme littéraire de Vagabondages publié en 2000 est originale puisque composée uniquement de dialogues. En 2004, L’Homme encerclé est récompensé du prix Mystère de la Critique du meilleur roman français.
En 2003, elle reçoit le prix Maurice-Bouvet pour un article dans la Revue française de psychosomatique.

## Œuvre

### Romans
- Tendre Julie, Les Éditions de Minuit , 1992
- Chapeau !, Série noire no 2477, 1998
- Junkie Boot, Collection Quatre-Bis, Zulma, 2000
- Vagabondages, Série noire no 2593, 2000
- La Java des ancêtres, Sycomore éditions, 2001
- L’Homme encerclé, Série noire no 2690, 2003 (Prix Mystère de la Critique 2004)

### Littérature d'enfance et de jeunesse
- Tous pour un, Je bouquine no 213, Bayard, 2001

### Novella
- Corpus Christie, Liber Niger, 2003 (illustrations de Thomas Ehretsmann)

### Nouvelle
- Spinoza et moi, dans le recueil Toulouse : du rose au noir, Autrement, 2000

## Prix
- Prix Maurice-Bouvet 2003
- Prix Mystère de la critique 2004 pour L'Homme encerclé[2]

## Sources
- Claude Mesplède (dir.), Dictionnaire des littératures policières, vol. 2 : J - Z, Nantes, Joseph K, coll. « Temps noir », 2007, 1086 p. (ISBN 978-2-910-68645-1, OCLC 315873361), p. 596-597.